# Кузино (Красноярский край)
Кузино — упразднённая деревня в Большеулуйском районе Красноярского края. Входила в состав Бычковского сельсовета. Упразднена в 2021 г.

## География
Деревня находится в западной части края, в подтаёжно-лесостепном районе лесостепной зоны, на правом берегу реки Нижняя Сучковка, на расстоянии приблизительно 32 километров (по прямой) к юго-западу от Большого Улуя, административного центра района. Абсолютная высота — 232 метра над уровнем моря.
Климат
Климат характеризуется как резко континентальный, с продолжительной морозной зимой и коротким тёплым летом. Средняя температура воздуха самого тёплого месяца (июля) составляет 17,9 °C (абсолютный максимум — 38 °C); самого холодного (января) — −18,2 °C (абсолютный минимум — −61 °C). Продолжительность безморозного периода составляет в среднем 105 дней. Среднегодовое количество атмосферных осадков составляет 474 мм, из которых 341 мм выпадает в период с апреля по октябрь.

## История
Основана в 1915 году. По данным 1926 года имелось 23 хозяйства и проживало 115 человек (56 мужчин и 59 женщин). В национальном составе населения того периода преобладали русские. В административном отношении входила в состав Виловского сельсовета Ачинского района Ачинского округа Сибирского края.

## Население
| 2010 |
| ---- |
| 0    |